# Patrick Joseph Kennedy (Politiker)

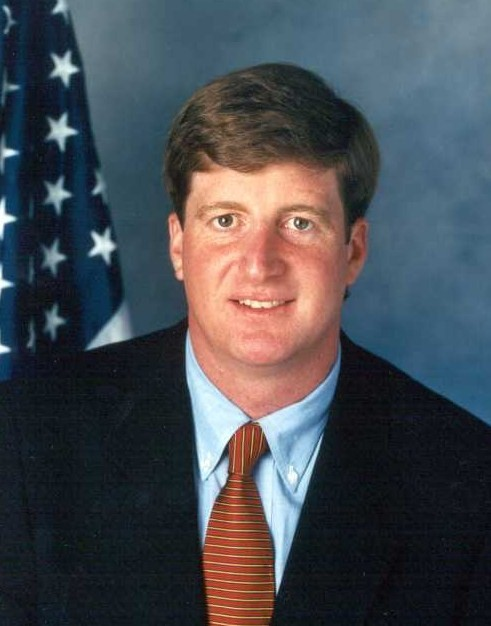
Patrick Kennedy

Patrick Joseph Kennedy (* 14. Juli 1967 in Brighton, Suffolk County, Massachusetts) ist ein US-amerikanischer Politiker (Demokratische Partei). Er war vom 3. Januar 1995 bis zum 3. Januar 2011 Kongressabgeordneter der Demokraten für Rhode Island.

## Biografie
Patrick Kennedy wurde als Sohn von Ted Kennedy und Virginia Joan Bennett geboren. Somit ist er ein Neffe des US-amerikanischen Präsidenten John F. Kennedy und Mitglied der weitverzweigten Familie Kennedy. Er hat einen älteren Bruder, Edward Moore Kennedy (* 1961); seine 1960 geborene Schwester Kara Kennedy Allen starb im September 2011.
Die High School absolvierte er an der Phillips Academy in Andover, die er 1986 abschloss. Sein Studium absolvierte er an der Georgetown University sowie am Providence College in Providence, das er 1991 mit einem Degree in Social Science abschloss.
Er wurde 1988 ins Repräsentantenhaus von Rhode Island gewählt. Im November 1994 gewann er bei der Wahl zum Kongress gegen den Republikaner Kevin Vigilante und erhielt einen Sitz im Repräsentantenhaus. Bei diesen Kongresswahlen, die den Demokraten dramatische Verluste einbrachten, war er einer von nur vier Bewerbern seiner Partei, die einen zuvor von den Republikanern gehaltenen Sitz erringen konnten. Seitdem wurde Kennedy regelmäßig wiedergewählt, zuletzt im Jahr 2008 mit 68,6 Prozent der Stimmen gegen den Republikaner Jonathan Scott. Im Februar 2010 gab er bekannt, dass er bei den Kongresswahlen im Herbst desselben Jahres nicht zur Wiederwahl antreten werde.
Im Repräsentantenhaus war Kennedy zunächst Mitglied der Ausschüsse für Natürliche Ressourcen sowie Streitkräfte, dann im einflussreichen Investitionsausschuss und engagierte sich vor allem in der Gesundheitspolitik.
Patrick Kennedy hatte seit langer Zeit psychische und Suchtprobleme. Am 4. Mai 2006 um 2:45 Uhr nachts fuhr er mit seinem Auto in eine der Barrikaden am Kongressgebäude. Da die Polizei ihn abführte, ohne dass er einem Alkoholtest unterzogen wurde, obwohl er zuvor Schlangenlinien gefahren war, entstand der Vorwurf einer Sonderbehandlung. Auf einer Pressekonferenz einen Tag später erklärte er seine Medikamentenabhängigkeit und dass er plane, einen erneuten Entzug in der Mayo-Klinik zu unternehmen. Nachdem Kennedy aus dem Kongress ausgeschieden war, widmete er sich als Anwalt und Autor dem Kampf um eine bessere Versorgung psychisch Kranker durch das US-amerikanische Gesundheitssystem. 2013 gründete er dafür „The Kennedy Forum“, 2016 zusammen mit Newt Gingrich und Van Jones die „Advocates for Opioid Recovery“.
Patrick Kennedy ist seit dem 15. Juli 2011 mit der Lehrerin Amy Petitgout verheiratet, die sich ebenfalls politisch engagiert. Sie hat aus einer früheren Ehe eine dreijährige Tochter mit in die Beziehung gebracht.
Patrick und Amy haben vier gemeinsame Kinder: Owen Patrick Kennedy (* 15. April 2012), Nora Kara Kennedy (* 19. November 2013), Nell Elizabeth Kennedy (* 29. November 2015), Marshall Patrick Kennedy (* 27. Mai 2018).
Am 11. Februar 1997 wurde er mit dem Verdienstorden der Italienischen Republik der Stufe Großoffizier ausgezeichnet.